# East Lothian
L'East Lothian (Lothian orientale, in gaelico scozzese: Lodainn an Ear) è una delle 32 aree amministrative della Scozia, una area di luogotenenza e una contea tradizionale.  Confina con l'area amministrativa della città di Edimburgo con l'area degli Scottish Borders e il Midlothian. 
Capoluogo amministrativo è la città di Haddington, il centro principale è la città di Musselburgh.
L'area amministrativa fu creata nel 1996, sulla base del precedente distretto di East Lothian appartenente alla regione del Lothian. 
Un misto di territorio principalmente agricolo, con zone post-industriali (miniere di carbone) e urbane. Notevole per il suo paesaggio vulcanico antichissimo, spiccano la Bass Rock, North Berwick Law e Traprain Law, famose località turistiche.

## Località
- Aberlady
- Athelstaneford
- Auldhame
- Ballencrieff
- Bolton
- Cockenzie
- Dirleton
- Dunbar
- Drem
- East Fortune
- East Linton
- East Saltoun
- Elphinstone
- Fenton Barns
- Garvald
- Gifford
- Glenkinchie
- Gullane
- Haddington
- Humbie
- Innerwick
- Kingston
- Longniddry
- Luffness
- Macmerry
- Musselburgh
- North Berwick
- Ormiston
- Pencaitland
- Port Seton
- Prestonpans
- Stenton
- Scoughall
- Tranent
- Wallyford
- West Barns
- West Saltoun
- Whitecraig
- Whitekirk and Tyninghame
- Whittingehame